# The Rats
The Rats (Brasil: Ratos em Nova York / Portugal: Ratos) é um filme norte-americano dos gêneros terror e suspense dirigido por John Lafia, lançado em 2002. Trata-se de um clã de ratos transformados em laboratório a partir de um teste de pesquisa de DNA que se tornam assassinos comedores de carne humana que invadem uma loja de departamentos em Manhattan e ameaçam infestar toda a cidade de Nova York. Era conhecido provisoriamente como The Colony antes de ter sido lançado.[carece de fontes?] Foi lançado diretamente para TV (telefilme).

## Sinopse
Em Manhattan, quando uma cliente é mordida por um rato no vestiário da loja de departamento Garsons e adoece, a gerente da loja Susan Costello contrata o melhor exterminador de ratos de Nova York, Jack Carver. Jack e sua assistente Ty acabam por encontrarem uma colônia de ratos mutantes sedentos por carne humana e tenta convencer o administrador do departamento de saúde e ex-parceiro de Jack, Ray Jarrett, de que a infestação é grave. Mas o político Ray está interessado em disfarçar o problema e proteger os interesses econômicos de grupos poderosos. A partir daí, surge uma luta em que só um lado sairá vencedor: os humanos ou os ratos.

## Elenco
- Mädchen Amick como Susan Costello
- Vincent Spano como Jack Carver
- Shawn Michael Howard como Ty
- Daveigh Chase como Amy Costello
- David Wolos Fonteno como Ray Jarrett
- Sheila McCarthy como Miss Paige
- Kim Poirier como Jay
- Elisa Moolecherry como Nyla
- Joe Pingue como Karl